# فدراسیون فوتبال موزامبیک
فدراسیون فوتبال موزامبیک (Federação Moçambicana de Futebol, FMF) نهاد اداره‌کننده مسابقات فوتبال و فوتسال در کشور موزامبیک است.
این فدراسیون که در سال ۱۹۷۶ تأسیس شده عضو کنفدراسیون فوتبال آفریقا و فیفا نیز می‌باشد و مقر آن در شهر ماپوتو است.